# Ariobarzanes (król Pontu)
Ariobarzanes (gr.: Ἀριoβαρζάνης, Ariobarzánēs) (ur. 300?, zm. ok. 256 p.n.e.) – drugi król Pontu z dynastii Mitrydatydów od ok. 266 p.n.e. do swej śmierci. Syn Mitrydatesa I Ktistesa, króla Pontu.
W 279 r. zdobył Amastris, miasto nadmorskie, znajdujące się w Paflagonii, które weszło w skład jego państwa. Narzucił swą zwierchność Amazji. Ariobarzanes i jego ojciec szukali pomocy u Galatów, którzy przybyli do Azji Mniejszej dwanaście lat przed śmiercią Mitrydatesa, by wypędzić siły egipskie wysłane przez Ptolemeusza II Filadelfa. Po śmierci Ariobarzanesa następcą został jego syn Mitrydates II.